# Trận chung kết Giải vô địch bóng đá thế giới 1962
Trận chung kết giải vô địch bóng đá thế giới 1962 là trận quyết định của Cúp thế giới 1962, được tổ chức tại Sân vận động Quốc gia ở Santiago, Chile, giữa hai đội Tiệp Khắc và Brasil. Brasil giành chiến thắng 3–1 và giành chức vô địch thứ hai liên tiếp. Hai đội đã gặp nhau trong vòng đấu bảng với một trận hòa không bàn thắng. Đây là trận chung kết Cúp thế giới lần thứ hai với các đội đã gặp nhau tại vòng bảng (trận đầu tiên là trận chung kết năm 1954 giữa Hungary và Tây Đức).
Đây là lần bảo vệ thành công thứ hai của danh hiệu Cup thế giới trong lịch sử của giải (sau Ý năm 1938) bất chấp sự vắng mặt của Pelé, một trong những cầu thủ ngôi sao Brasil năm 1958.

## Trận đấu

### Tóm tắt
Sau 15 phút, Brasil một lần nữa bị dẫn trước trong trận chung kết Giải vô địch bóng đá thế giới, sau khi đường bóng dài của Adolf Scherer được kết thúc bởi Josef Masopust đưa Tiệp Khắc vượt lên dẫn trước 1–0. Tuy nhiên, cũng giống như trận chung kết bốn năm trước đó, Brasil sớm quay trở lại, cân bằng hai phút sau đó nhờ công của Amarildo sau một lỗi của thủ môn Viliam Schrojf. Brasil không dừng lại ở đó và với những bàn thắng từ Zito và Vavá (một lỗi khác của Schrojf) trong hiệp hai, trận đấu kết thúc với tỉ số 3–1 nghiêng về phía Brasil.

### Chi tiết
| Brasil                             | 3–1      | Tiệp Khắc    |
| ---------------------------------- | -------- | ------------ |
| Amarildo 17' · Zito 69' · Vavá 78' | Chi tiết | Masopust 15' |

| Brasil | Tiệp Khắc |

| GK                      | 1  | Gilmar          |
| RB                      | 2  | Djalma Santos   |
| CB                      | 3  | Mauro Ramos (c) |
| CB                      | 5  | Zózimo          |
| LB                      | 6  | Nílton Santos   |
| RH                      | 4  | Zito            |
| LH                      | 8  | Didi            |
| OR                      | 7  | Garrincha       |
| OL                      | 21 | Mário Zagallo   |
| CF                      | 19 | Vavá            |
| CF                      | 20 | Amarildo        |
| Huấn luyện viên trưởng: |    |                 |
| Aymoré Moreira          |    |                 |

| GK                      | 1  | Viliam Schrojf     |
| RB                      | 12 | Jiří Tichý         |
| CB                      | 3  | Ján Popluhár       |
| CB                      | 5  | Svatopluk Pluskal  |
| LB                      | 4  | Ladislav Novák (c) |
| RM                      | 17 | Tomáš Pospíchal    |
| CM                      | 19 | Andrej Kvašňák     |
| LM                      | 6  | Josef Masopust     |
| RF                      | 11 | Josef Jelínek      |
| CF                      | 8  | Adolf Scherer      |
| LF                      | 18 | Josef Kadraba      |
| Huấn luyện viên trưởng: |    |                    |
| Rudolf Vytlačil         |    |                    |

| Trợ lý trọng tài: Leo Horn (Hà Lan) Bobby Davidson (Scotland) | Quy tắc trận đấu - 90 phút. - 30 phút hiệp phụ nếu cần thiết. - Sút luân lưu nếu tỉ số vẫn hòa. - Không được phép thay người. |